# Moorefield (Virginia Occidentale)
Moorefield è un comune degli Stati Uniti d'America, situato nello Stato della Virginia Occidentale, nella Contea di Hardy, della quale è il capoluogo.